# Voose (Lääneranna)
Koordinaten: 58° 39′ N, 23° 40′ O
Voose (deutsch Wosel) ist ein Dorf (estnisch küla) in der Landgemeinde Lääneranna im Kreis Pärnu (bis 2017: Landgemeinde Hanila im Kreis Lääne) in Estland.
Der Ort hat zwanzig Einwohner (Stand 31. Dezember 2011). Er liegt zehn Kilometer nordöstlich des Hafens Virtsu.

## Persönlichkeiten
Berühmtester Sohn des Ortes ist der deutschbaltische Schriftsteller Carl Siegfried Benjamin von Bremen. Er wurde 1905 auf dem Gut von Voose geboren.

## Gut
Das Gut von Voose wurde 1664 als Beigut von Lihula gegründet. Das eingeschossige Herrenhaus aus Holz war niedrig gehalten und diente keinen Repräsentationszwecken.
1870 ließ die damaligen Eigentümerin, die Deutschbaltin Elisabeth Margarethe Leopoldine von Pohlmann (geb. von Bremen), in unmittelbarer Nähe ein neues, luxuriöses Herrenhaus mit bis zu drei Stockwerken erreichen. Es galt zur damaligen Zeit als eines der schönsten Herrenhäuser im klassizistischen Stil. Größte Zierde war ein achteckiger Seitenturm. Außerdem wurden neue Nebengebäude entlang des großen Parks errichtet.
Letzter Privateigentümer vor der Enteignung im Zuge der estnischen Landreform 1919 war Henri von Pistohlkors. Anschließend verteilte der estnische Staat das Land an Kleinbauern. Sie nutzten für die Errichtung ihrer Höfe die bestehenden Gebäude als Baumaterial. Heute sind nur noch wenige Überreste zu finden.
Nach Wiedererlangung der estnischen Unabhängigkeit wurde der historische Schornstein des Dreschbodens wiederhergestellt. Eine Informationstafel weist auf die Geschichte des Guts hin.